# Тезоуринья
Осмар Фортес Барселлос (порт.-браз. Osmar Fortes Barcellos; 3 октября 1921, Порту-Алегри — 17 июня 1979, Порту-Алегри), более известен под именем Тезоуринья (порт.-браз. Tesourinha; бразильское название птицы Вилохвостого королевского тиранна) — бразильский футболист, правый нападающий. Один из лучших игроков клуба «Интернасьонал» всех времён.

## Карьера
Тезоуринья родился 3 октября 1921 года в Порту-Алегри. Его семья была очень бедной: отец работал шофёром, а мать была домохозяйкой. В 1933 году его отец умер и в этот период итак небогатая семья оказалась за чертой бедности, из-за чего Тезоуринья часто голодал. Само прозвище «Тезоуринья» футболист получил от своего отчима, который был основателем карнавального блока «Ос Тезоурас» (порт.-браз. Os Tesouras). Он, вместе с братом Адемаром несли знак «Ос Тезоурас» во время карнавалов в районе Сидаде Байша. Адемар, будучи старшим, получил прозвище «Тезоура», а Осмар Фортес, являвшийся младшим, был прозван «Тезоуринья». Позже брат погиб, неудачно приземлившись после опасного прыжка.
Тезоуринья начал свою карьеру играя в порту Алегрансе города Порту-Алегри, где он играл на улочках Арлинду, Санс-Соуси, Сантана и других. Там его заметили руководители полулюбительского клуба «Ферровиарио», принадлежащего местной железнодорожной станции. В одном из матчей «Ферровиарио» присутствовали скауты клуба «Интернасьонал», пригласившие его в команду. Но тренерский штаб клуба наказал Тезоуринье, страдавшего из недоедания в детстве, ежедневно есть 500 грамм мяса и пить два литра молока, чтобы накачать мышечную массу. Эти продукты клуб выдавал самостоятельно, так как денег молодым игрокам не платили, а Тезоуринья, будучи бедным человеком, позволить себе эти продукты не мог.
В основном составе клуба он дебютировал 23 октября 1939 года в матче с «Крузейро», завершившимся со счётом 2:1. На поле футболист вышел во втором тайме, заменив травмировавшегося Карлитоса. А 14 декабря Тезоуринья забил свой первый гол, поразив ворота клуба «Форца е Луз», всего же «Интернасьонал» забил в той игре 7 безответных мячей. Годом позже игрок заключил свой первый профессиональный контракт с клубом сроком на два года, позволявший ему зарабатывать 200 долларов в месяц. Несмотря на хорошее начало в «Интере», Тезоуринья не мог выдержать конкуренции на левом фланге атаки с Карлитосом, а потому был переведён на правый фланг нападения, где играл уже до конца карьеры. Вместе с тем, выступая в составе «Интера», Тезоуринья продолжал работать в бригаде военной полиции, патрулировавшей Порту-Алегри.
В следующем году, 4 января Тезуоринья стал кумиром болельщиков, он забил 2 гола в течение 14-ми минут в ворота принципиального соперника, клуба «Гремио», а его «Интер» победил 6:1. А всего в чемпионате забил 10 голов, чем помог «Интеру» выиграть чемпионат штата, впервые за 5 лет. А затем в течение 5 подряд сезонов клуб выигрывал чемпионат штата. Правда сам Тезоуринья результативностью не блистал: два гола в 1941 и 1942, три в 1943 и один в 1944. Но несмотря на невысокие голевые достижения, Тезоуринья множество раз ассистировал партнёрам, постепенно став одним из лучших правых краёв нападения в бразильском футболе.

Жайме (левый защитник «Фламенго»): «Смотри, Карлитос забил уже два гола».
Бигуа (правый защитник «Фламенго»): «Заткнись, Тезоуринья забил три».— Матч «Интернасьонал» — «Фламенго», завершившийся со счётом 6:2.
В 1944 году Тезоуринья был впервые вызван в сборную Бразилии, став первым игроком «Интернасьонала», вызванным в стан национальной команды. 14 мая он дебютировал в матче с Уругваем, организованном в честь бразильских солдат, воевавших на фронтах второй мировой войны, игра завершилась со счётом 6:1 в пользу бразильцев, а второй мяч бразильцев был на счету Тезоуриньи. А в следующем году поехал в составе сборной на южноамериканский чемпионат, где бразильцы заняли второе место, но сам Тезоуринья хорошо проявил себя, став лучшим игроком турнира. А затем в том же году выиграл Кубок Рока, участвуя в первой из двух игр. 15 января 1949 года Тезоуринья получил приз лучшего игрока Бразилии. Конкурс был организовал фармацевтической фирмой Melhoral и назван «Melhoral dos Cracks». Он состоял из всенародного голосования, путём написания имени любимого игрока на конверте для лекарств, а главным призом была квартира в Барра-да-Тижука, районе Рио-де-Жанейро. Тезоуринья уверенно победил, набрав 3 888 440 голосов избирателей. В том же году Тезоуринья стал в составе сборной чемпионом Южной Америки, а сам забил 7 голов в 8 матчах, получив «лавры» второго бомбардира турнира.
В середине 1949 года нападающий перешёл в клуб «Васко да Гама», заплативший за трансфер футболиста 300 тыс. крузейро, отдавший нападающего Солиса и предложивший игроку хорошие финансовые условия и квартиру в Рио-де-Жанейро. Он дебютировал в команде 4 января 1950 года в матче турнира Рио-Сан-Паулу с клубом «Португеза Деспортос», в котором «Васко» был сильнее, выиграв 5:2, а сам Тезоуринья забил один из мячей ударом со штрафного. В том же году Тезоуринья получил в матче с «Коринтиансом» тяжёлую травму мениска на левой ноге, это стоило ему участия в чемпионате мира, где бразильцы заняли второе место.
В 1952 году Тезоуринья, которого не захотел видеть в своих рядах «Интернасьонал», перешёл в «Гремио», став первым чернокожим спортсменом в истории клуба, ранее известном в том, что в нём не играли темнокожие футболисты. Тезоуринья первоначально не хотел переходить в «Гремио», опасаясь отношения болельщиков команды, но президент команды, Жоакин, уговорил его, сказав, что с фашизмом в клубе можно справиться лишь методом такого психологического удара. В составе «Гремио» Тезоуринья дебютировал 16 марта в матче с «Жувентуде», завершившимся со счётом 5:3 в пользу «Гремио», сам Тезоуринья забил в этой игре два мяча.

Тезоуринья оказался, как арианство, в «Гремио». Он аболюционизм, который «Васко» подарил нам.— Луис Ассунсан, вице-президент «Гремио» в день дебюта Тезоуриньи за эту команду.
Завершил карьеру Тезоуринья в клубе «Насьонал» из Порту-Алегри, где выступал с конца 1954 по сентябрь 1957 года. 26 марта 1969 года, в возрасте 47 лет, Тезоуринья сыграл свой прощальный матч, где его «Интернасьоналу» противостоял клуб «Рио-Гранде», игра завершилась ос счётом 4:1 в пользу «Интера», сам же «виновник торжества» срезал сетку на воротах на память.
Завершив карьеру, Тезоуринья некоторое время работал на технических должностях в различных бразильских клубах, а в 1960 году недолго тренировал в Югославии.
В 1977 году у Тезоуриньи обнаружили рака желудка. Он лечился в больницах Петрополис, де Клиникас и Консейсан. Он умер два года спустя в возрасте 57 лет. Футболист был похоронен на кладбище Жоан XXIII в Порту-Алегри.

Тезоуринья был лучшим крайним нападающим страны в годы, предшествовавшие эпохе Гарринчи.— Placar Magazine 84 (22 октября 1971 г., стр.8)

## Статистика

### Клубная
| Сезон | Команда                 | Игры | Голы |
| ----- | ----------------------- | ---- | ---- |
| 1939  | Интернасьонал           |      | 1    |
| 1940  | Интернасьонал           |      | 11   |
| 1941  | Интернасьонал           |      | 9    |
| 1942  | Интернасьонал           |      | 16   |
| 1943  | Интернасьонал           |      | 27   |
| 1944  | Интернасьонал           |      | 19   |
| 1945  | Интернасьонал           |      | 24   |
| 1946  | Интернасьонал           |      | 11   |
| 1947  | Интернасьонал           |      | 16   |
| 1948  | Интернасьонал           |      | 24   |
| 1948  | Интернасьонал           |      | 24   |
| 1949  | Интернасьонал           |      | 20   |
| 1950  | Васко да Гама           |      | 5    |
| 1951  | Васко да Гама           |      | 17   |
| 1952  | Гремио                  | 31   | 12   |
| 1953  | Гремио                  | 30   | 10   |
| 1954  | Гремио                  | 45   | 16   |
| 1955  | Гремио                  | 13   | 3    |
| 1956  | Насьонал (Порту-Алегри) |      | 4    |
| 1957  | Насьонал (Порту-Алегри) |      | 1    |

### Международная
| Матчи Тезоуриньи за сборную Бразилии | Матчи Тезоуриньи за сборную Бразилии | Матчи Тезоуриньи за сборную Бразилии | Матчи Тезоуриньи за сборную Бразилии | Матчи Тезоуриньи за сборную Бразилии | Матчи Тезоуриньи за сборную Бразилии | Матчи Тезоуриньи за сборную Бразилии |
| ------------------------------------ | ------------------------------------ | ------------------------------------ | ------------------------------------ | ------------------------------------ | ------------------------------------ | ------------------------------------ |
| №                                    | Дата                                 | Место проведения                     | Оппонент                             | Счёт                                 | Голы                                 | Турнир                               |
| 1                                    | 14 мая 1944                          | Рио-де-Жанейро                       | Уругвай                              | 6:1                                  | 1                                    | Товарищеский матч                    |
| 2                                    | 21 января 1945                       | Сантьяго                             | Колумбия                             | 3:0                                  | —                                    | Чемпионат Южной Америки              |
| 3                                    | 28 января 1945                       | Сантьяго                             | Боливия                              | 2:0                                  | 1                                    | Чемпионат Южной Америки              |
| 4                                    | 7 февраля 1945                       | Сантьяго                             | Уругвай                              | 3:0                                  | —                                    | Чемпионат Южной Америки              |
| 5                                    | 14 февраля 1945                      | Сантьяго                             | Аргентина                            | 1:3                                  | —                                    | Чемпионат Южной Америки              |
| 6                                    | 21 февраля 1945                      | Сантьяго                             | Эквадор                              | 9:2                                  | —                                    | Чемпионат Южной Америки              |
| 7                                    | 28 февраля 1945                      | Сантьяго                             | Чили                                 | 1:0                                  | —                                    | Чемпионат Южной Америки              |
| 8                                    | 16 декабря 1945                      | Сан-Паулу                            | Аргентина                            | 3:4                                  | —                                    | Кубок Рока                           |
| 9                                    | 5 января 1946                        | Монтевидео                           | Уругвай                              | 3:4                                  | —                                    | Кубок Рио-Бранко                     |
| 10                                   | 16 января 1946                       | Буэнос-Айрес                         | Боливия                              | 3:0                                  | —                                    | Чемпионат Южной Америки              |
| 11                                   | 23 января 1946                       | Буэнос-Айрес                         | Уругвай                              | 4:3                                  | —                                    | Чемпионат Южной Америки              |
| 12                                   | 29 января 1946                       | Авельянеда                           | Парагвай                             | 1:1                                  | —                                    | Чемпионат Южной Америки              |
| 13                                   | 3 февраля 1946                       | Буэнос-Айрес                         | Чили                                 | 5:1                                  | —                                    | Чемпионат Южной Америки              |
| 14                                   | 10 февраля 1946                      | Буэнос-Айрес                         | Аргентина                            | 0:2                                  | —                                    | Чемпионат Южной Америки              |
| 15                                   | 1 апреля 1947                        | Рио-де-Жанейро                       | Уругвай                              | 3:2                                  | 1                                    | Кубок Рио-Бранко                     |
| 16                                   | 3 апреля 1949                        | Рио-де-Жанейро                       | Эквадор                              | 9:1                                  | 2                                    | Чемпионат Южной Америки              |
| 17                                   | 17 апреля 1949                       | Сан-Паулу                            | Колумбия                             | 5:0                                  | 1                                    | Чемпионат Южной Америки              |
| 18                                   | 24 апреля 1949                       | Рио-де-Жанейро                       | Перу                                 | 7:1                                  | —                                    | Чемпионат Южной Америки              |
| 19                                   | 30 апреля 1949                       | Рио-де-Жанейро                       | Уругвай                              | 5:1                                  | 1                                    | Чемпионат Южной Америки              |
| 20                                   | 8 мая 1949                           | Рио-де-Жанейро                       | Парагвай                             | 1:2                                  | 1                                    | Чемпионат Южной Америки              |
| 21                                   | 11 мая 1949                          | Рио-де-Жанейро                       | Парагвай                             | 7:0                                  | 2                                    | Чемпионат Южной Америки              |
| 22                                   | 6 мая 1950                           | Сан-Паулу                            | Уругвай                              | 3:4                                  | —                                    | Кубок Рио-Бранко                     |
| 23                                   | 14 мая 1950                          | Рио-де-Жанейро                       | Уругвай                              | 3:2                                  | —                                    | Кубок Рио-Бранко                     |

## Достижения

### Командные
- Чемпион штата Риу-Гранди-ду-Сул: 1940, 1941, 1942, 1943, 1944, 1945, 1947, 1948
- Чемпион Порту-Алегри: 1940, 1941, 1942, 1943, 1944, 1945, 1947, 1948
- Обладатель Кубка Рока: 1945
- Обладатель Кубка Рио-Бранко: 1947, 1950
- Чемпион Южной Америки: 1949
- Чемпион штата Рио-де-Жанейро: 1950
- Обладатель Кубка Освалдо Круза: 1950

### Личные
- Лучший бомбардир чемпионата штата Риу-Гранди-ду-Сул: 1943 (27 голов), 1945 (24 гола)